# Zoila
Zoila là một chi ốc biển, là động vật thân mềm chân bụng sống ở biển trong họ Cypraeidae, họ ốc sứ

## Các loài
Các loài thuộc chi Zoila bao gồm:
- Zoila decipiens (E.A. Smith, 1880)[3]
- Zoila eludens L. Raybaudi, 1991[4]
- Zoila friendii (J. E. Gray, 1831)[5]
- Zoila jeaniana (Cate, 1968)[6]
- Zoila ketyana (L. Raybaudi, 1978)[7]
- Zoila marginata (Gaskoin, 1849)[8]
- Zoila mariellae L. Raybaudi, 1983[9]
- Zoila orientalis Raybaudi, 1985[10]
- Zoila perlae Lopez & Chiang, 1975[11]
- Zoila rosselli [12]
- Zoila thersites (Gaskoin, 1849)[13]
- Zoila venusta (G.B. Sowerby, 1847)[14]

## Hình ảnh

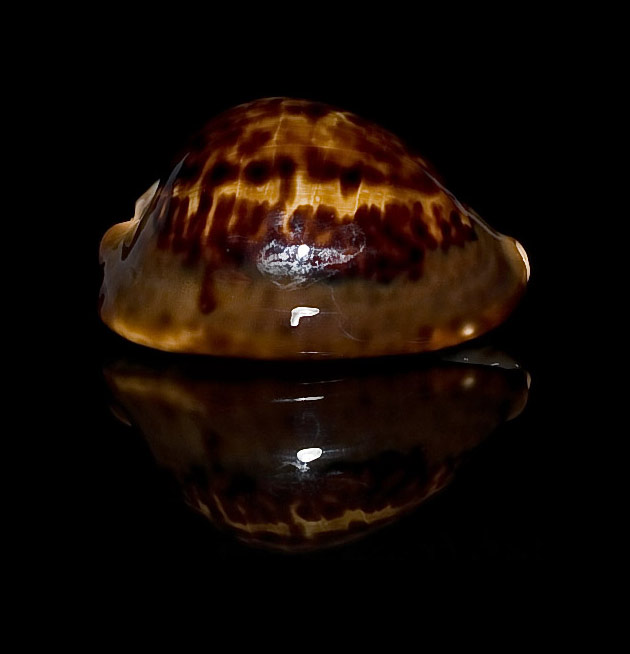
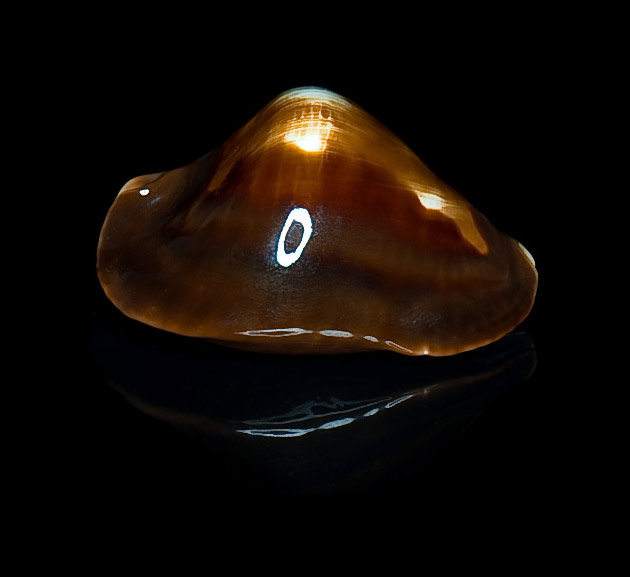
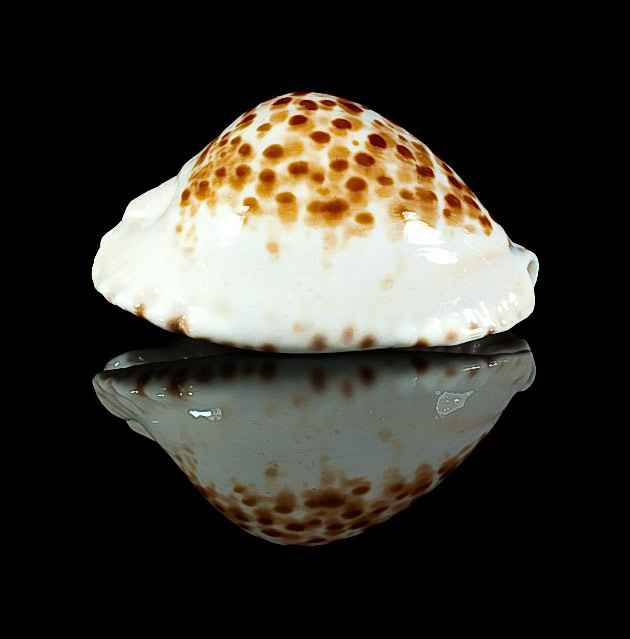
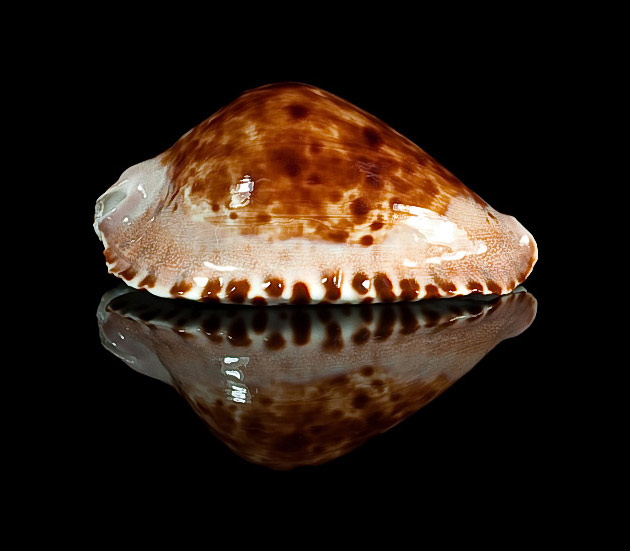